# 埃登·奧尼爾
埃登·奧尼爾（英語：Aiden O'Neill；1998年7月4日—）是一位澳大利亞職業足球選手，在場上的位置是中場。現效力於美國職業足球大聯盟球隊紐約城及澳洲國家足球隊。他出生在布里斯本，在加入伯恩利之前，他在2008年至2012年期間在布里斯本競技效力。奧尼爾是愛爾蘭人後裔。

## 外部連結
- Aiden O'Neill profile （页面存档备份，存于） BurnleyFootballClub.com
- Soccerway資料庫：埃登·奧尼爾